# Chambon-le-Château
Chambon-le-Château este o comună în departamentul Lozère din sudul Franței. În 2009 avea o populație de 296 de locuitori.

## Evoluția populației
| An        | 1975 | 1982 | 1990 | 1999 | 2006 | 2009 |
| --------- | ---- | ---- | ---- | ---- | ---- | ---- |
| Populație | 398  | 361  | 311  | 260  | 330  | 296  |